# Wöhrden
Wöhrden, bis zum 1. Mai 1978 Süderwöhrden, ist eine Gemeinde im Kreis Dithmarschen in Schleswig-Holstein.
Die in der nördlichen Marsch gelegene Stadt war einst Hafenstadt und galt zeitweise als Herz Dithmarschens. Insbesondere die von 1319 bis 1786 bestehende St.-Nicolai-Kirche galt, neben dem Meldorfer Dom, als herrlichste des Landes. Seit dem 16. Jahrhundert setzte ein schleichender Bedeutungsverlust ein, der Wöhrden auf den Status einer abgelegenen Landgemeinde reduzierte.

## Geografie

### Geografische Lage
Das Gebiet der Gemeinde Wöhrden liegt im Bereich des Naturraums Dithmarscher Marsch südwestlich der Kreisstadt Heide. Südlich des Dorfes gehen Norder- und Süderstrom in den Wöhrdener Hafenstrom über.

### Ortsteile
Die Gemeinde umfasst die Siedlungen Wöhrden, Ketelsbüttel, Großbüttel, Büttlerdeich, Böddinghusen, Hochwöhrden, Neuenkrug, Neuenwisch, Bruhnsdorf, Nixdorf und Walle zusammen.

### Siedlungsstruktur
Die Dorflage Wöhrdens wurde nach Art der ältesten Wurtendörfer auf einer Groß-Warft angelegt, in deren Mitte sich bis heute das Kirchenbauwerk befindet. Um sie herum verläuft eine Ringstraße, von der aus Straßen radial abgehen. Die Wurt ist mit 6,24 m ü NN. eine der höchsten in Dithmarschen und stammt wahrscheinlich aus dem 1. Jahrtausend. Unten am Wurtrand verläuft die Durchgangsstraße von Meldorf nach Wesselburen.

### Nachbargemeinden
Das Gemeindegebiet Wöhrdens ist direkt umlagert von jenen, der Gemeinden:
|                    | Wesselburener Deichhausen, Norderwöhrden    |                                      |
| Friedrichsgabekoog | Kompassrose, die auf Nachbargemeinden zeigt | Lohe-Rickelshof, Lieth, Hemmingstedt |
|                    | Nordermeldorf                               |                                      |

## Geschichte
150 n. Chr. nennt der griechische Geograph Ptolemäus drei Sachseninseln vor der Elbmündung, wahrscheinlich Fahrstedt, Wöhrden und Büsum. Die Siedlung lag lange Zeit fast vollständig vom Meer umschlossen und bildete so ebenso einen wichtigen Hafenplatz wie einen relativ sicheren Rückzugsraum bei Eroberungsversuchen des Landes. Noch um 1600 schreibt der Dithmarscher Historiograph Neocorus über die Siedlung, sie sei ein
ummeflatene Flecke, welcher allein einen Wech van Osten in hefft, sonst alle Wege mit Bruggen und Stegen geleidet werden. (S. 53)
Die Besiedelung der Wurt, der Wöhrden seinen Namen verdankt, erfolgte vermutlich um 800. Um 1000 entstand ein Siddeldeich, der später als erste wegbare Landverbindung, genannt Pehrsenweg, genutzt wurde, und um 1100 entstand der erste Seedeich von Hochwöhrden über Wackenhusen, Wöhrden, Großbüttel, Reinsbüttel, Wesselburen usw., bis hinter Hemme wieder an den Geestrand.
Wann genau die erste Kirche und damit ein eigenständiges Kirchspiel Wöhrden entstand, ist nicht bekannt. Als Bischof Adalbert II. von Hamburg-Bremen 1140 in einer Urkunde erstmals die Dithmarscher Kirchspiele erwähnt, ist Wöhrden noch nicht darunter. Der Ort bildete früher das Zentrum des Kirchspiels Süderwöhrden. Die erste urkundliche Erwähnung stammt vom 7. Mai 1281. In einem Vertrag zwischen Hamburg und den Dithmarscher Kirchspielen taucht Worden als besiegelndes Kirchspiel auf. Ob Wöhrden als Abspaltung des Dithmarscher Mutterkirchspiels Meldorf oder über das Kirchspiel Wesselburen aus dem Urkirchspiel Weddingstedt entstanden ist, ist historisch umstritten.

### Wöhrden im Mittelalter
Neocorus berichtet, wie die Dithmarscher 1319 in Wöhrden von Gerhard III. belagert wurden, sich in der Kirche verschanzten und bei einem verzweifelten Ausbruch schließlich den Schauenburger Grafen besiegten. Anschließend bauten die Wöhrdener eine neue, dem heiligen Nikolaus von Myra, dem Heiligen der Seefahrer, geweihte Kirche mit 46 Metern Länge und 20 Metern Breite, die seinerzeit neben dem Meldorfer Dom als herrlichste Kirche Dithmarschens galt. Nach der siegreichen Schlacht in der Süderhamme 1404 über Herzog Gerhard VI. bewahrten die Dithmarscher die beiden erbeuteten Banner des Herzogs in der Wöhrdener und der Meldorfer Kirche auf. Nach der Schlacht bei Hemmingstedt 1500 wurde in ihr der von dem in der Schlacht gefallenen dänischen Ritter Hans von Ahlefeldt mitgeführte, und angeblich originale, erbeutete Dannebrog aufbewahrt.
Der Ort, der heute durch die Landgewinnung etwa zehn Kilometer von der Küste entfernt liegt, war im Spätmittelalter eine regional bedeutende Hafenstadt. Die Kirchspiele im Norden des Landes gewannen zunehmend Einfluss gegenüber den südlicheren Siedlungen. 1373 errichteten die Kirchspiele Wöhrden, Neuenkirchen, Wesselburen, Weddingstedt und Hemmingstedt einen eigenen Markt in Konkurrenz zu dem in Meldorf. Mit der Dithmarscher Bauernrepublik löste Heide Meldorf als Hauptort des Landes ab.
Die wichtigen Dokumente des Landes wurden nicht mehr im Meldorfer Dom, sondern in den Kirchen Wöhrdens und Wesselburens aufbewahrt. Der Presbyter Bremensis beschrieb Mitte des 14. Jahrhunderts die Nordermarsch mit Wöhrden und Wesselburen als cor terre Ditmarice – Herz Dithmarschens. (S. 54) Zahlreiche der führenden Regentenfamilien der Bauernrepublik kamen aus Wöhrden. Die laut Neocorus angesehenste, die Woldersmannen, stellten zeitweise allein fünf der Achtundvierziger.
Die Stadt unterhielt unter anderem auch formale Beziehungen zur Hanse. Bereits aus dem Jahr 1281 stammt ein Beistands- und Partnerschaftsabkommen mit der Freien und Hansestadt Hamburg. Dieses wurde vom Hamburger Senat im Juli 2007 zwar offiziell bestätigt und erneuert, zählt als solches aber nicht zu den offiziellen Städtepartnerschaften der Hansestadt, sondern ist von symbolischer Bedeutung.
Im Jahr 1375, zur Hochzeit der Bauernrepublik Dithmarschen, schlossen Lübecker Kaufleute einen Vertrag in Wöhrden, bei dem die Dithmarscher sich verpflichteten, die Lübecker Handelsgüter zu schützen. Der Konflikt zwischen Strandräuberei einerseits und den guten Beziehungen zur Hanse andererseits war einer der prägenden Dithmarscher Konflikte dieser Zeit.
Das Materialienhaus, das als ältestes Haus Dithmarschens gilt, entstand 1519 als fensterloser Speicher. Es ist ein typisches Marschbürgerhaus, die sich an weiten Teilen der schleswig-holsteinischen Nordseeküste finden: Einräumhäuser mit Fachwerk im Unterbau und reich verzierten Giebeln.

### Wöhrden nach der Letzten Fehde
40 Jahre später, 1559, schlugen König Friedrich II. von Dänemark, Herzog Johann von Hardersleben und Herzog Adolf von Holstein die Dithmarscher in der Letzten Fehde, worauf das Land dreigeteilt wurde. Nach dem Tod des Herzogs Johann (1580) wurde 1581 Dithmarschen zweigeteilt. Die willkürliche Grenze trennte nun das Kirchspiel Wöhrden in Süder- und Norderwöhrden. Die Aufteilung trennte die Stadt von ihrem wirtschaftlich wichtigen Hinterland, der ehemals zentrale Ort lag plötzlich an der Peripherie Süderdithmarschens. Gleichzeitig stiegen andere Städte wie Wesselburen, Marne und insbesondere Heide in ihrer Bedeutung und überflügelten schon bald das alte Herz Dithmarschens.
Der Niedergang des Ortes setzte sich fort, als die Gegend um Wöhrden zunehmend verlandete und 1601 das Bütteler Feld besiedelt wurde. Der Priel zur Nordsee verschlickte zunehmend, die Bedeutung des Hafens ging zurück. Die ehemals hoch angesehene Kirche begann zu verfallen, Zeitgenossen des 18. Jahrhunderts sahen sie als unnötig großes Gebäude an, das laut dem damaligen Diakon Johann Adrian Bolten ausreichend für drei Kirchspiele der Wöhrdener Bedeutung und Größe gewesen wäre. 1786 wurde sie abgebrochen und 1788 durch den heutigen Bau ersetzt.
1875 begann der Neubau der jetzigen Schule School op de Wurth. 1922 startete die Elektrifizierung in Wöhrden.
Am 7. März 1929 markierte die von den Nazis so genannte Blutnacht von Wöhrden, bei der etwa 300 Nationalsozialisten und 100 Kommunisten mit Gummiknüppeln, Stahlstücken, Messern und Dolchen aufeinander losgingen und drei Menschen starben, den Durchbruch der NSDAP in der Region. Den Nazis gelang es, die Ereignisse auch überregional propagandistisch auszuschlachten.
Am 1. April 1934 wurde die Kirchspielslandgemeinde Süderwöhrden aufgelöst. Alle ihre Dorfschaften, Dorfgemeinden und Bauerschaften wurden zu selbständigen Gemeinden/Landgemeinden. Dies waren Großbüttel, Hohenwöhrden, Neuenkrug, Neuenwisch, Wackenhusen, Walle und Wöhrden. Der Zusammenschluss dieser Gemeinden zur neuen Gemeinde Süderwöhrden erfolgte am 1. April 1938.
Im Jahr 1972 verlor Süderwöhrden die Gemeindeverwaltung, es erfolgte die Bildung der Amtsverwaltung Amt Kirchspielslandgemeinde Heide-Land. Am 1. Mai 1978 wurde der Name der Gemeinde Süderwöhrden amtlich in Wöhrden geändert. Im Jahr 2001 gelang der Abschluss einer Partnerschaft mit der polnischen Gemeinde Sianów. Im August 2006 hat Wöhrden sein 725-jähriges Bestehen mit einer Festwoche im Festzelt gefeiert, bei der auch Vertreter der Gemeinde Sianów teilgenommen haben.
Mit Ablauf des Schuljahres 2005/2006 wurde die Grundschule aufgelöst. Grundschüler aus Wöhrden gehen seitdem in Hemmingstedt zu Schule. Zum Schuljahresbeginn 2007/2008 startete die Freie Waldorfschule Wöhrden den Unterricht. Damit besitzt Wöhrden die einzige Waldorfschule an der gesamten Westküste.

### Eingemeindungen
Am 1. Januar 1974 wurde die bis dahin selbständige Gemeinde Ketelsbüttel in die Gemeinde Süderwöhrden eingegliedert. Süderwöhrden wuchs von 1600 auf 2151 ha, die Einwohnerzahl stieg von 1058 auf 1217.

## Politik

### Gemeindevertretung
Die Gemeinde Wöhrden wird kommunalpolitisch vertreten durch einen dreizehnköpfigen Gemeinderat. Bei der im Zuge der Kommunalwahlen in Schleswig-Holstein 2023 durchgeführten Gemeindewahl am 14. Mai 2023 bekamen Vertreter der Wählergemeinschaft Wöhrden acht Sitze und die der CDU fünf Sitze zugeteilt.

### Wappen
Blasonierung: „In Silber ein grüner Hügel, darauf eine rote Kirche mit silbernem Sockel, zwei schmale blaue Wellenbalken überdeckend. Oben links zwei gekreuzte grüne Schwerter.“

## Sehenswürdigkeiten

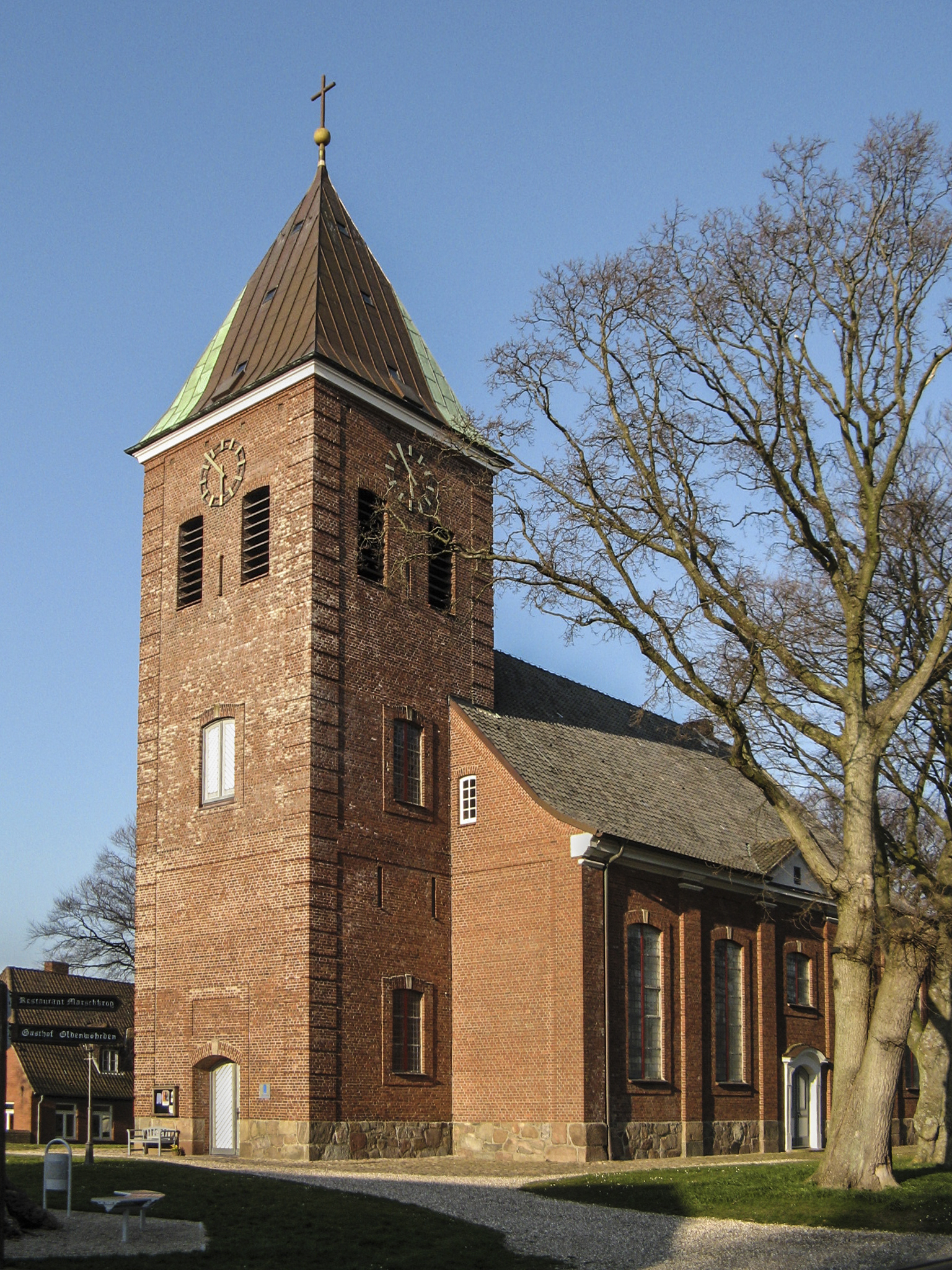
St. Nicolai von Südwest

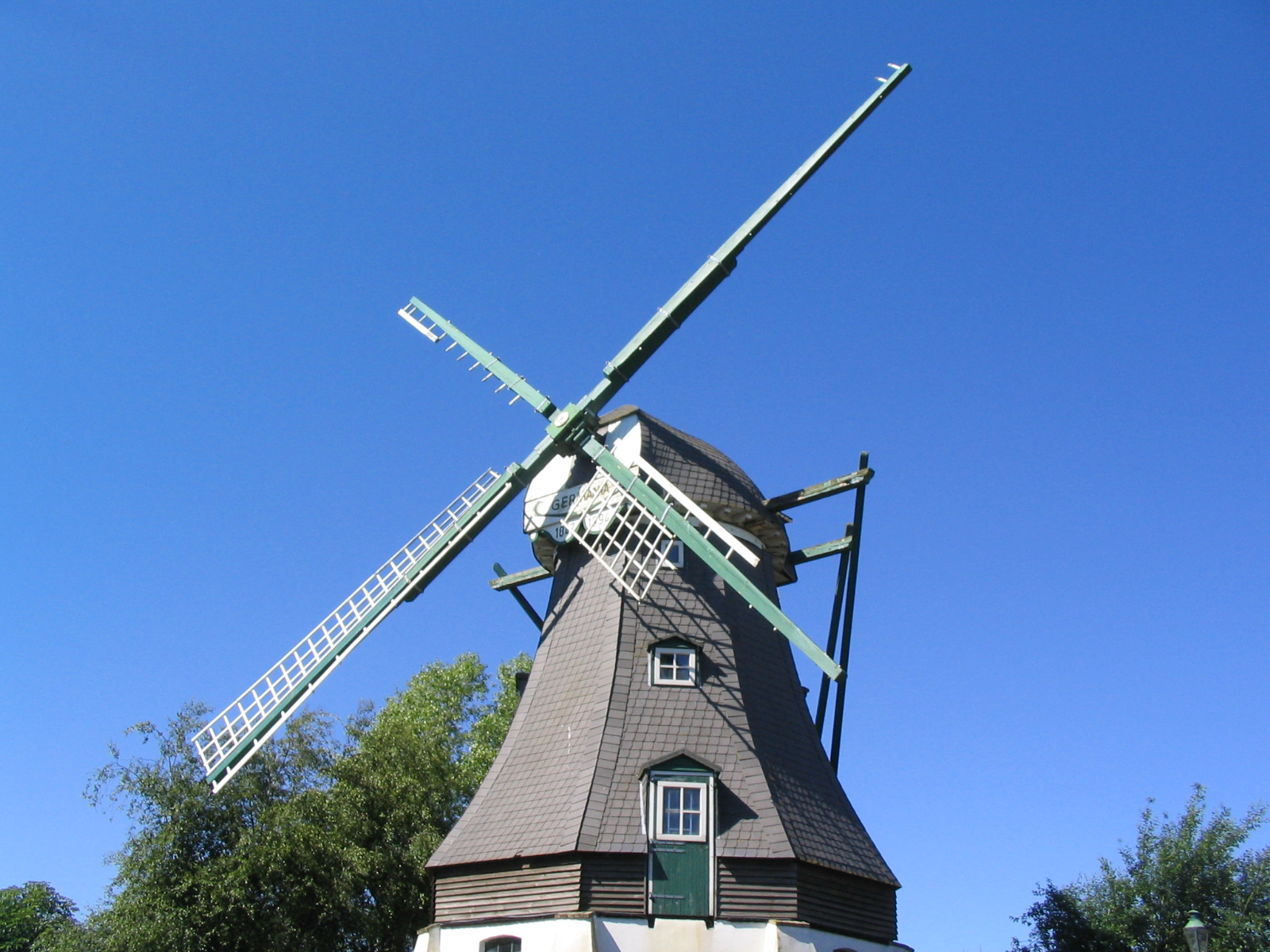
Holländerwindmühle „Germania“ von 1847.

In der Liste der Kulturdenkmale in Wöhrden stehen die in der Denkmalliste des Landes Schleswig-Holstein eingetragenen Kulturdenkmale.

### Die Wöhrdener Kirche
Die St.-Nicolai-Kirche befindet sich auf der höchsten Wurt des Ortes. Die Wöhrdener weihten sie der früheren Bedeutung des Ortes gemäß dem Schutzheiligen der Schiffer und Kaufleute. Die von 1786 bis 1788 im spätbarocken Stil gebaute Kirche ist wahrscheinlich das dritte Kirchengebäude an dieser Stelle.
2008 wurde das Dach der Kirche erneuert und es wurde wie in alten Zeiten wieder mit roten Ziegeln gedeckt, zwischenzeitlich war das Dach dunkel eingedeckt geworden. Allerdings war das Dach undicht und musste daher erneuert werden.
An der Kirche stehen einige der ältesten Gebäude Dithmarschens.

### Mühle
Auffallend am Ortsrand ist die Windmühle Germania. Die Holländermühle stammt von 1847, die Segelflügel drehen sich heute nicht mehr. Bis 1955 mahlte sie mit Wind, bis ein Herbststurm Teile der Flügel zerstörte und es ökonomisch nicht mehr sinnvoll erschien diese zu wechseln. 1962 wechselte der damalige Müller den Innenraum komplett aus, ersetzte das alte Mahlgetriebe durch ein damals modernes Motormahlwerk. Mittlerweile ist der Innenraum der Mühle zu einer Wohnung ausgebaut.

## Persönlichkeiten

### Ehrenbürger
- Neithard Bethke (* 1942), deutscher Kirchenmusiker
- Erika Matthes
- Rainer Carstens
- Horst Ploog (posthum)

### Söhne und Töchter der Gemeinde
- Heinrich Scheidemann (1596–1663), deutscher Komponist des Frühbarocks
- Neithard Bethke (* 1942), deutscher Kirchenmusiker